# Такер: Человек и его мечта
«Такер: Человек и его мечта» (англ. Tucker: The Man and His Dream) — американский биографический фильм режиссёра Фрэнсиса Форда Копполы с Джеффом Бриджесом в главной роли. Фильм компании Lucasfilm описывает историю Престона Такера и его попытку производить и торговать Такер-Седаном 1948, который был встречен со скандалом со стороны «Большой тройки автопроизводителей» и обвинениями в биржевом мошенничестве от Комиссии США по ценным бумагам и биржам. Джоан Аллен, Мартин Ландау, Элиас Котеас, Фредерик Форест и Кристиан Слейтер появляются в ролях второго плана.

## Сюжет
Детройтский инженер Престон Такер с детства увлекался автомобилями. В ходе второй мировой войны он разработал бронемашину для военных, но заработал денег на конструировании башен для военных самолётов, которые делал в сарае рядом со своим домом в Ипсиланти.
В 1945 году после окончания войны Такер загорается мечтой построить «автомобиль будущего»: «Торпеда Такера» будет иметь революционную систему безопасности, включая дисковые тормоза, ремни безопасности, выскакивающее лобовое стекло и способные поворачиваться передние фары. Такер нанимает молодого инженера Алекса Тремулиса для улучшения дизайна и привлекает нью-йоркского финансиста Эйба Караца для поиска финансирования. С помощью вырученных от размещения акций средств и при поддержке правительства они покупают крупнейший в стране завод Dodge в Чикаго. Эйб нанимает Роберта Беннингтона для руководства Tucker Corporation на ежедневной основе и для имиджа компании.
Заявив о проекте «автомобиля будущего» Tucker Corporation сталкивается с большим энтузиазмом со стороны общества и акционеров. Однако совет директоров компании решает самостоятельно заняться техническими и финансовыми вопросами производства, чтобы лишить Такера контроля над производством его отправляет в рекламный тур по стране. В его отсутствие Беннинтон вместе с коллегами решают изменить дизайн автомобиля к более привычному стилю, отказавшись от нововведений в безопасности и дизайне. В это время инженер сталкивается с враждебной реакцией большой тройки и сенатора от Мичигана Гомер Фергюсон.
Узнав о действиях руководства, Такер прекращает тур и возвращается домой. Беннингтон заявляет ему, что по контракту Престон уже не может влиять на свою компанию, планируемый к использованию в машине двигатель нежизнеспособен, а из-за невозможности получить сталь цена автомобиля удвоится. Позже Такер встречается с конструктором и предпринимателем Говардом Хьюзом, советующим ему приобрести частный завод по производству воздушных двигателей: запасов стали хватит на производство автомобилей, а вертолётный двигатель станет оптимальной заменой исходному двигателю Такера.
Столкнувшись с невозможностью изменить дизайн Беннингтона, Такер разрабатывает новый двигатель и устанавливает его в тестовый образец машины в собственном сарае. Прототип покажет отличные результаты в краш-тестах и испытании на прочность, о его успехах становится известно Фергюсону. Возглавляемая последним комиссия по ценным бумагам и биржам начинает расследование возможного мошенничества Такера. Из-за этого Карац, который в прошлом был осужден за банковское мошенничество, подаёт в отставку, опасаясь негативного влияния своей судимости на судебных слушаниях. Жёлтая пресса начинает наносить удары по имиджу Такера, бывший топ-менеджмент на суде предъявляет липовые счета, желая выставить конструктора аферистом и обманщиком. Несмотря на это Такер со своими соратниками решают изготовить ещё 3 машины к 47 выпущенным, чтобы лишить власти возможности закрыть/передать производство кому-либо ещё.
В своей заключительной речи Такер заявляет присяжным, что капитализм в США терпит вред от попыток крупных корпораций помешать прогрессу в лице малых предпринимателей, к которым он относит и себя. Также он предлагает им подойти к окну и взглянуть на 50 автомашин, которые несмотря на обвинения смогли сами приехать к зданию суда, однако судья запрещает сделать это. Присяжные признают инженера невиновным по всем пунктам обвинения, но его компания обречена стать банкротом, а производство отнято государством раньше положенного срока.
В конце фильма 50 машин Такера проезжают по улицам Чикаго, привлекая всеобщее внимание. В титрах рассказывается о судьбе этой партии машин, вкладе Такера в автомобильную промышленность и его дальнейшей судьбе: через шесть лет он умирает от рака лёгких.

## В ролях
- Джефф Бриджес — Престон Такер
- Джоан Аллен — Вера Такер
- Мартин Ландау — Эйб Карац
- Элиас Котеас — Алекс Тремулис
- Фредерик Форрест — Эдди Дин
- Кристиан Слейтер — Престон Такер-младший
- Дон Новелло — Стэн
- Нина Семашко — Мэрилин Ли Такер
- Мако — Джимми Sakuyama
- Дин Стокуэлл — Говард Хьюз
- Ллойд Бриджес — сенатор Гомер Фергюсон (нет в титрах)

## Кассовые сборы
Фильм вышел в широкий прокат в США 12 августа 1988 года, заработав 3 709 562 долларов в премьерный уикенд в 720 кинотеатрах. Общие сборы фильма в США составили 19,65 млн долларов, он был признан провальным в финансовом плане из-за невозможности окупить 24 млн долларов производственного бюджета. К выходу картины издательство Pocket Books опубликовало новеллизацию Роберта Тайна. В октябре 2000 года Paramount Home Video выпустило фильм, куда также вошли аудиокомментарии Копполы и промофильм 1948 года «Такер: Человек и машина» (с дополнительным комментарием Копполы), а также короткометражный фильм о съёмках Under the Hood: Making Tucker.

## Награды и номинации
Награды:
- «Золотой глобус» 1989:
  - Лучший актёр второго плана в кинофильме — Мартин Ландау
- Британская киноакадемия (1989):
  - Лучшая работа художника-постановщика — Дин Тавуларис

Номинации:
- «Оскар» 1989:
  - Лучшая мужская роль второго плана — Мартин Ландау
  - Лучшая работа художников — Дин Тавуларис (постановщик), Армин Ганз (декоратор)
  - Лучший дизайн костюмов — Милена Канонеро